# Chrysodeixis chalcites

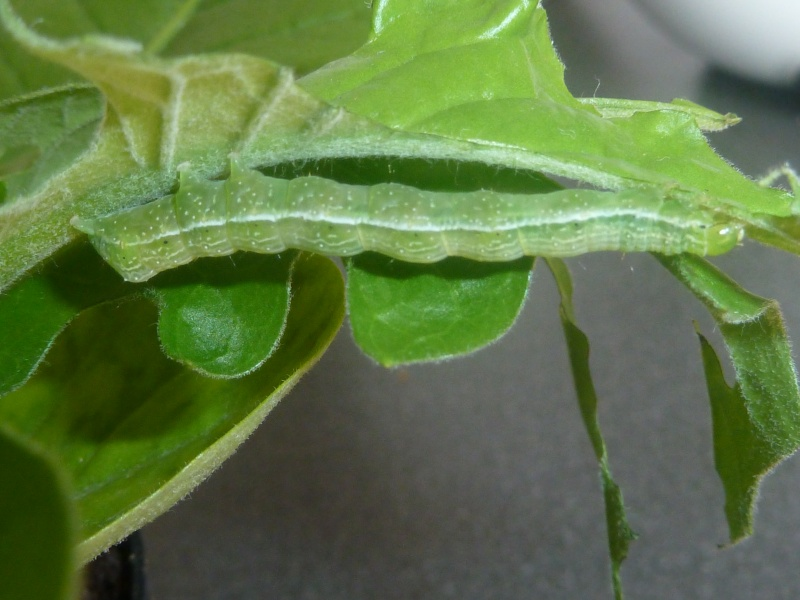
Raupe

Chrysodeixis chalcites, zuweilen auch als Tomaten-Goldeule oder Türkische Motte bezeichnet, ist ein Schmetterling (Nachtfalter) aus der Familie der Eulenfalter (Noctuidae).

## Merkmale

### Falter
Die Flügelspannweite der Falter beträgt 32 bis 42 Millimeter. Auf den Vorderflügeln herrschen gelbbraune und violett braune Färbungen vor. Sie zeigen zwei charakteristische, silberweiße, geschlossene, tropfenförmige Zeichen, die dicht nebeneinander liegen, jedoch nicht miteinander verschmelzen. Das untere Mittelfeld und das Saumfeld sind meist goldbraun überstäubt. Die äußere Querlinie ist stark gezackt. Die Fransen sind violett gefärbt. Die Hinterflügel sind zeichnungslos graubraun, am Saum etwas verdunkelt. Der Thorax ist pelzig behaart und mit einigen Haarbüscheln versehen, der Saugrüssel ist gut entwickelt.

### Ei, Raupe, Puppe
Die Eier haben eine gelbliche Farbe und sind mit vielen Längsrippen überzogen.
Ausgewachsene Raupen sind von grüner Farbe. Sie besitzen dünne weißliche Rücken- und Nebenrückenlinien sowie breite, ebenfalls weißliche Seitenstreifen.
Die Puppe ist gelblich, grünlich oder bräunlich gefärbt und zeigt helle Segmenteinschnitte sowie schwarzbraune Rückenpartien und braune Flügelscheiden.

### Ähnliche Arten
- Die Jota-Silbereule (Autographa jota) ist im Gesamterscheinungsbild mehr rosabraun gefärbt, während die Ziest-Silbereule (Autographa pulchrina) mehr violettbraun gefärbt ist. Bei den Faltern beider Arten ist das vordere silberne Zeichen v-förmig nach oben geöffnet.
- Die Spitzflügelige Kupfer-Goldeule (Chrysodeixis actua)  ist im Gesamterscheinungsbild mehr graubraun bis kupferbraun gefärbt. Die Fransen der Vorderflügel sind grau gefärbt.

Den Faltern aller vorgenannten Arten fehlt eine kräftige goldbraune Überstäubung der Vorderflügel.

## Verbreitung und Lebensraum
Chrysodeixis chalcites kommt im Mittelmeerraum und in weiten Teilen Afrikas vor. Sie wurde auch im Gardaseegebiet nachgewiesen. 2020 wurde eine Reproduktion der Art nördlich der Alpen in der Stadt Salzburg nachgewiesen. Angaben aus Asien und Australien bedürfen einer Bestätigung und beziehen sich möglicherweise auf Chrysodeixis eriosoma. Die Art ist in vielen verschiedenen Biotopen heimisch, besiedelt aber besonders gerne Kulturlandschaften.

## Lebensweise
Die Falter von Chrysodeixis chalcites bilden fortlaufende Generationen. Sie sind überwiegend nachtaktiv und besuchen auch Köder und künstliche Lichtquellen. Die Raupen ernähren sich bevorzugt von den Blättern verschiedener Kulturpflanzen, beispielsweise von Tomaten, Kartoffeln, Tabak, Mais und Luzerne. In Nordamerika wurde die Art in Treibhäuser eingeschleppt und tritt dort jahrweise als Schädling auf.

## Gefährdung
In Deutschland ist die Art nicht heimisch. Gelegentlich wandert sie und wird als Irrgast gefunden. Sie ist jedoch kein klassischer Wanderfalter. Auch Einschleppungen mit Gemüsepflanzen sind möglich.